# Clinobisvanite
La clinobisvanite è un minerale.